# Gomer (Pyrénées-Atlantiques)
Gomer (okzitanisch: Gomèr) ist eine französische Gemeinde mit 302 Einwohnern (Stand: 1. Januar 2022) im Département Pyrénées-Atlantiques in der Region Nouvelle-Aquitaine (vor 2016: Aquitanien). Sie gehört zum Arrondissement Pau und ist Teil des Kantons Vallées de l’Ousse et du Lagoin (bis 2015: Kanton Pontacq). Die Einwohner werden Gomerois genannt.

## Geografie
Gomer liegt etwa 15 Kilometer ostsüdöstlich von Pau am Fuß der Pyrenäen. Durch Gomer fließt der Ousse des Bois. Umgeben wird Gomer von den Nachbargemeinden Soumoulou im Norden, Espoey im Osten, Lucgarier im Süden, Beuste im Südwesten sowie Boeil-Bezing im Westen und Südwesten.

## Bevölkerungsentwicklung
| 1962                      | 1968 | 1975 | 1982 | 1990 | 1999 | 2006 | 2013 |
| ------------------------- | ---- | ---- | ---- | ---- | ---- | ---- | ---- |
| 140                       | 148  | 150  | 135  | 141  | 162  | 188  | 283  |
| Quelle: Cassini und INSEE |      |      |      |      |      |      |      |

## Sehenswürdigkeiten
- Kirche Saint-Martin, 1845/46 erbaut